# Comté de Sullivan (Tennessee)
Pour les articles homonymes, voir Comté de Sullivan.
Le comté de Sullivan est un comté de l'État du Tennessee, aux États-Unis.